# Yannis Yssaad
Yannis Yssaad (Villeneuve-Saint-Georges, 25 de juny de 1993) és un ciclista francès, professional des del 2014. Actualment corre a l'equip Caja Rural-Seguros RGA.

## Palmarès
- 2012
  - 1r a la Dijon-Auxonne-Dijon
  - Vencedor d'una etapa al Circuit des plages vendéennes
- 2013
  - 1r al Circuit des plages vendéennes
  - Vencedor d'una etapa al Tour de la Dordogne
- 2015
  - 1r al Circuit del Morbihan
  - 1r a la París-Chalette-Vierzon
  - Vencedor d'una etapa al Tour de Bretanya
  - Vencedor d'una etapa al Tour de Côte-d'Or
- 2016
  - Vencedor d'una etapa al Roine-Alps Isera Tour
- 2017
  - 1r a la París-Troyes
  - Vencedor d'una etapa a l'An Post Rás
  - Vencedor d'una etapa a la Ronda de l'Oise
  - Vencedor de 2 etapes al Trofeu Joaquim Agostinho
- 2018
  - Vencedor d'una etapa al Roine-Alps Isera Tour